# Lliga de Campions de la UEFA 2009-10
La Lliga de Campions 2009–10 va ser la 55a edició de la Lliga de Campions de la UEFA. La final de la competició es va disputar el 22 de maig de 2010 a l'estadi Santiago Bernabéu, a Madrid (Espanya). L'Inter de Milà es va proclamar campió per 0-2. La final d'aquest any fou la primera a ser jugada un dissabte.

## Distribució dels equips
76 equips de 52 federacions nacionals participen o han participat en la Lliga de Campions 2009-2010. Cada associació té un nombre determinat de places, depenent del coeficient de la UEFA.
Com el FC Barcelona, guanyador de l'edició anterior, ha obtingut una plaça en la fase de grups mitjançant la seva posició a la Lliga, el lloc reservat per al campió actual no serà emprat per ell. Per compensar, el campió de la federació número 13 (Bèlgica) entrarà directament a la fase de grups, el campió de la federació número 16 (Suïssa) entrarà a la tercera ronda classificatòria i els campions de les federacions 48 i 49 (Illes Fèroe i Luxemburg, respectivament), entraran a la segona ronda classificatòria.
Ací està l'esquema de quants equips es classifiquen de cada federació:
- Les federacions de la 1 a la 3 classifiquen quatre equips.
- Les federacions de la 4 a la 6 classifiquen tres equips.
- Les federacions de la 7 a la 15 classifiquen dos equips.
- Les federacions de la 16 a la 53 classifiquen un equip (excepte Liechtenstein, que no classifica cap perquè no té campionat de Lliga)

### Distribució
Primera ronda classificatòria (4 equips)
- Els 4 campions de les lligues de les federacions 50 a 53

Segona ronda classificatòria (34 equips)
- Els 2 guanyadors de la primera ronda classificatòria
- Els 32 campions de les lligues de les federacions 17 a 49 (excepte Liechtenstein)

Tercera ronda classificatòria per a campions (20 equips)
- Els 17 guanyadors de la segona ronda classificatòria
- Els 3 campions de les lleigues de les federacions 14 a 16

Tercera ronda classificatòria per a no campions (10 equips)
- Els 9 segons classificats a les lligues de les federacions 7 a 15
- El tercer classificat de la lliga de la federació 6

Ronda eliminatòria per a campions (10 equips)
- Els 10 guanyadors de la tercera ronda classificatòria per a campions

Ronda eliminatòria per a no campions (10 equips)
- Els 5 guanyadors de la tercera ronda classificatòria per a no campions
- Els 2 tercers classificats a les lligues de les federacions 4 i 5
- El 3 quarts classificats a la lliga de les federacions 1 a 3

Anotació
- Els equips campions i els millors classificats no poden trobar-se en la classificació per a la Lliga de Campions.
- Els equips perdedors de la tercera ronda classificatòria es classifiquen per a la ronda eliminatòria de la Lliga Europa de la UEFA 2009-2010
- Els equips perdedors de la ronda eliminatòria jugaran la fase de grups de la UEFA Europa League.

Fase de grups (32 equips)
- Els 5 guanyadors de la ronda eliminatòria per a campions
- Els 5 guanyadors de la ronda eliminatòria per a no campions
- Els 13 campions de les lligues de les federacions 1 a 13
- Els 6 segons classificats de les lligues de les federacions 1 a 6
- Els 3 tercer classificats de les lligues de les federacions 1 a 3

## Dates
| Fase          | Ronda                         | Data del sorteig       | Anada                                                   | Tornada                                                 |
| ------------- | ----------------------------- | ---------------------- | ------------------------------------------------------- | ------------------------------------------------------- |
| Classificació | Primera ronda classificatòria | 22 de juny de 2009     | 30 juny–1 de juliol de 2009                             | 7–8 de juliol de 2009                                   |
| Classificació | Segona ronda classificatòria  | 22 de juny de 2009     | 14–15 de juliol de 2009                                 | 21–22 de juliol de 2009                                 |
| Classificació | Tercera ronda classificatòria | 22 de juny de 2009     | 28–29 de juliol de 2009                                 | 4–5 d'agost de 2009                                     |
| Classificació | Ronda eliminatòria            | 7 d'agost de 2009      | 18–19 d'agost de 2009                                   | 25–26 d'agost de 2009                                   |
| Fase de grups | Jornada 1                     | 27 d'agost de 2009     | 15–16 de setembre de 2009                               | 15–16 de setembre de 2009                               |
| Fase de grups | Jornada 2                     | 27 d'agost de 2009     | 29–30 de setembre de 2009                               | 29–30 de setembre de 2009                               |
| Fase de grups | Jornada 3                     | 27 d'agost de 2009     | 20–21 d'octubre de 2009                                 | 20–21 d'octubre de 2009                                 |
| Fase de grups | Jornada 4                     | 27 d'agost de 2009     | 3–4 de novembre de 2009                                 | 3–4 de novembre de 2009                                 |
| Fase de grups | Jornada 5                     | 27 d'agost de 2009     | 24–25 de novembre de 2009                               | 24–25 de novembre de 2009                               |
| Fase de grups | Jornada 6                     | 27 d'agost de 2009     | 8–9 de desembre de 2009                                 | 8–9 de desembre de 2009                                 |
| Fase final    | Vuitens de final              | 18 de desembre de 2009 | 16–17 i 23–24 de febrer de 2010                         | 9–10 i 16–17 de març 2010                               |
| Fase final    | Quarts de final               | 19 de març de 2010     | 30–31 de març de 2010                                   | 6–7 d'abril de 2010                                     |
| Fase final    | Semifinals                    | 19 de març de 2010     | 20–21 d'abril de 2010                                   | 27–28 d'abril de 2010                                   |
| Fase final    | Final                         | 19 de març de 2010     | 22 de maig de 2010 a l'estadi Santiago Bernabéu, Madrid | 22 de maig de 2010 a l'estadi Santiago Bernabéu, Madrid |

## Rondes classificatòries
Aquesta temporada s'estrena un nou sistema per a la Champions League, i hi haurà dos tornejos classificatoris separats. Un serà per als equips campions de les seves lligues que no s'han classificat automàticament per a la fase de grups. L'altre és per als equips que no han guanyat les seues lligues i que no s'han classificat automàticament per a la fase de grups.
En ambdues seccions, els equips perdedors de la tercera ronda classificatòria entraran a la ronda eliminatòria de la Lliga Europa de la UEFA 2009-2010 i els equips perdedors de la ronda eliminatòria entraran a la fase de grups de la UEFA Europa League.
Els caps de sèrie jugaran contra alguns equips que no siguin cap de sèrie.

### Primera ronda classificatòria
Anada el 30 de juny/1 de juliol i tornada el 7/8 de juliol de 2009.
| Partit | Equip 1       | Resultat global | Equip 2      | Resultat anada | Resultat tornada |
| ------ | ------------- | --------------- | ------------ | -------------- | ---------------- |
| 1      | UE Sant Julià | 2:2 (5:4)       | SP Tre Fiori | 1:1            | 1:1              |
| 2      | FK Mogren     | 6:0             | Hibernians   | 2:0            | 4:0              |

### Segona ronda classificatòria
Anada el 14 i 15 de juliol i tornada el 21 i 22 de juliol de 2009.
| Partit | Equip 1                  | Resultat global | Equip 2           | Resultat anada | Resultat tornada |
| ------ | ------------------------ | --------------- | ----------------- | -------------- | ---------------- |
| 1      | Tirana                   | 1:5             | Stabæk            | 1:1            | 0:4              |
| 2      | WIT Georgia              | 1:3             | NK Maribor        | 0:0            | 1:3              |
| 3      | EB/Streymur              | 0:5             | APOEL Nicòsia     | 0:2            | 0:3              |
| 4      | FC Copenhagen            | 12:0            | FK Mogren         | 6:0            | 6:0              |
| 5      | Debreceni VSC            | 3:3             | Kalmar FF         | 2:0            | 1:3              |
| 6      | Makedonija Gjorče Petrov | 0:4             | FC BATE           | 0:2            | 0:2              |
| 7      | FH                       | 0:6             | FC Aktobe         | 0:4            | 0:2              |
| 8      | Pyunik Yerevan           | 0:3             | Dinamo de Zagreb  | 0:0            | 0:3              |
| 9      | FK Ventspils             | 6:1             | F91 Dudelange     | 3:0            | 3:1              |
| 10     | Ekranas                  | 4:6             | FK Baku           | 2:2            | 2:4              |
| 11     | Red Bull Salzburg        | 2:1             | Bohemians         | 1:1            | 1:0              |
| 12     | Zrinjski                 | 1:4             | Slovan Bratislava | 1:0            | 0:4              |
| 13     | Inter Turku              | 0:2             | Sheriff Tiraspol  | 0:1            | 0:1              |
| 14     | Rhyl FC                  | 0:12            | FK Partizan       | 0:4            | 0:8              |
| 15     | Wisla Cracòvia           | 1:2             | FC Levadia        | 1:1            | 0:1              |
| 16     | Levski Sofia             | 9:0             | UE Sant Julià     | 4:0            | 5:0              |
| 17     | Maccabi Haifa            | 10:0            | Glentoran         | 6:0            | 4:0              |

### Tercera ronda classificatòria
Anada el 28 i 29 de juliol i tornada el 4 i 5 d'agost de 2009.
| Partit | Equip 1           | Resultat global | Equip 2          | Resultat anada | Resultat tornada |
| ------ | ----------------- | --------------- | ---------------- | -------------- | ---------------- |
| 1      | Red Bull Salzburg | 3:2             | Dinamo de Zagreb | 1:1            | 2:1              |
| 2      | Slovan Bratislava | 0:4             | Olympiakos FC    | 0:2            | 0:2              |
| 3      | FC Zurich         | 5:3             | NK Maribor       | 2:3            | 3:0              |
| 4      | APOEL Nicòsia     | 2:1             | FK Partizan      | 2:0            | 0:1              |
| 5      | Sheriff Tiraspol  | 1:1             | Slavia Praga     | 0:0            | 1:1              |
| 6      | FC Aktobe         | 3:4             | Maccabi Haifa    | 0:0            | 3:4              |
| 7      | FK Baku           | 0:2             | Levski Sofia     | 0:0            | 0:2              |
| 8      | FK Ventspils      | 2:2             | FC BATE          | 1:0            | 1:2              |
| 9      | FC Levadia        | 0:2             | Debreceni VSC    | 0:1            | 0:1              |
| 10     | FC Copenhagen     | 3:1             | Stabæk           | 3:1            | 0:0              |
| 11     | Sparta Praga      | 3:4             | Panathinaikos FC | 3:1            | 0:3              |
| 12     | Xakhtar Donetsk   | 2:2             | FC Timişoara     | 2:2            | 0:0              |
| 13     | Sporting CP       | 1:1             | FC Twente        | 0:0            | 1:1              |
| 14     | Celtic FC         | 2:1             | Dinamo Moscou    | 0:1            | 2:0              |
| 15     | RSC Anderlecht    | 6:3             | Sivasspor        | 5:0            | 1:3              |

## Ronda eliminatòria
Anada el 18 i 19 d'agost i tornada el 25 i 26 d'agost de 2009.
| Partit | Equip 1           | Resultat global | Equip 2           | Resultat anada | Resultat tornada |
| ------ | ----------------- | --------------- | ----------------- | -------------- | ---------------- |
| 1      | Sheriff Tiraspol  | 0:3             | Olympiakos FC     | 0:2            | 0:1              |
| 2      | Red Bull Salzburg | 1:5             | Maccabi Haifa     | 1:2            | 0:3              |
| 3      | FK Ventspils      | 1:5             | FC Zurich         | 0:3            | 1:2              |
| 4      | FC Copenhagen     | 2:3             | APOEL Nicòsia     | 1:0            | 1:3              |
| 5      | Levski Sofia      | 1:4             | Debreceni VSC     | 1:2            | 0:2              |
| 6      | Olympique de Lió  | 8:2             | RSC Anderlecht    | 5:1            | 3:1              |
| 7      | Celtic FC         | 1:5             | Arsenal FC        | 0:2            | 1:3              |
| 8      | FC Timişoara      | 0:2             | VfB Stuttgart     | 0:2            | 0:0              |
| 9      | Sporting CP       | 3:3             | ACF Fiorentina    | 2:2            | 1:1              |
| 10     | Panathinaikos FC  | 2:5             | Atlètic de Madrid | 2:3            | 0:2              |

## Fase de grups
La lligueta es jugarà a doble volta, és a dir, cada equip jugarà contra tots els del seu grup dues vegades. Els dos primers de cada grup avancen als vuitens de final. El tercer entra a la primera ronda de la Lliga Europa de la UEFA 2009-2010. L'últim del grup queda eliminat.
Els següents equips competiran en la fase de grups de la Lliga de Campions:
| Urna 1 (Caps de sèrie) - FC Barcelona - Liverpool FC - Chelsea FC - Manchester United FC - AC Milan - Arsenal FC - Sevilla FC - FC Bayern de Múnic | Urna 2 - O. de Lió - Inter de Milà - Reial Madrid - CSKA Moscou - FC Porto - AZ Alkmaar - Juventus FC - Rangers FC | Urna 3 - Olympiakos FC - O. de Marsella - Dinamo de Kíev - VfB Stuttgart - ACF Fiorentina - Atlètic de Madrid - Girondins de Bordeus - Beşiktaş JK | Urna 4 - VfL Wolfsburg - Standard de Lieja - Maccabi Haifa - FC Zuric - Rubin Kazan - Unirea Urziceni - APOEL Nicòsia - Debreceni VSC |  |

El 27 d'agost del 2009 es va sortejar com repartir aquests 32 equips en 8 grups de 4. El sorteig va configurar els següents grups i enfrontaments:

### Grup A
| Equip                | Pts | PJ | PG | PE | PP | GF | GC | DG |
| -------------------- | --- | -- | -- | -- | -- | -- | -- | -- |
| Girondins de Bordeus | 16  | 6  | 5  | 1  | 0  | 9  | 2  | +7 |
| FC Bayern de Múnic   | 10  | 6  | 3  | 1  | 2  | 9  | 5  | +4 |
| Juventus FC          | 8   | 6  | 2  | 2  | 2  | 4  | 7  | -3 |
| Maccabi Haifa        | 0   | 6  | 0  | 0  | 6  | 0  | 8  | -8 |

| Jornada Data     | Equip 1                                         | Resultat global | Equip 2                                                          | Estadi Àrbitre                                                                |
| ---------------- | ----------------------------------------------- | --------------- | ---------------------------------------------------------------- | ----------------------------------------------------------------------------- |
| 1 15 de setembre | Juventus FC Iaquinta 63'                        | 1:1 (0:0)       | Girondins de Bordeus Plašil 75'                                  | Estadi Olímpic de Torí (Torí) Àrbitre: Tom Henning Øvrebø (Noruega)           |
| 1 15 de setembre | Maccabi Haifa                                   | 0:3 (0:0)       | FC Bayern de Múnic Van Buyten 64' Müller 85', 88'                | Ramat Gan Stadium (Ramat Gan) Àrbitre: Damir Skomina (Eslovènia)              |
| 2 30 de setembre | FC Bayern de Múnic                              | 0:0             | Juventus FC                                                      | Allianz Arena (Múnic) Àrbitre: Howard Webb (Anglaterra)                       |
| 2 30 de setembre | Girondins de Bordeus Ciani 83'                  | 1:0 (0:0)       | Maccabi Haifa                                                    | Stade Jacques Chaban-Delmas (Bordeus) Àrbitre: Eric Braamhaar (Països Baixos) |
| 3 21 d'octubre   | Girondins de Bordeus Ciani 27' Planus 40'       | 2:1 (2:1)       | FC Bayern de Múnic Ciani 6'(pp)                                  | Stade Jacques Chaban-Delmas (Bordeus) Àrbitre: Terje Hauge (Noruega)          |
| 3 21 d'octubre   | Juventus FC Chiellini 47'                       | 1:0 (0:0)       | Maccabi Haifa                                                    | Estadi Olímpic de Torí (Torí) Àrbitre: Olegário Bequerença (Portugal)         |
| 4 3 de novembre  | FC Bayern de Múnic                              | 0:2 (0:1)       | Girondins de Bordeus Gourcuff 37' Chamakh 90'                    | Allianz Arena (Múnic) Àrbitre: Pedro Proença (Portugal)                       |
| 4 3 de novembre  | Maccabi Haifa                                   | 0:1 (0:1)       | Juventus FC Camoranesi 45+2'                                     | Ramat Gan Stadium (Ramat Gan) Àrbitre: Terje Hauge (Noruega)                  |
| 5 25 de novembre | Girondins de Bordeus Fernando 54' Chamakh 90'4' | 2:0 (0:0)       | Juventus FC                                                      | Stade Jacques Chaban-Delmas (Bordeus) Àrbitre: Iturralde González (Espanya)   |
| 5 25 de novembre | FC Bayern de Múnic Olic 62'                     | 1:0 (0:0)       | Maccabi Haifa                                                    | Allianz Arena (Múnic) Àrbitre: Craig Thomson (Escòcia)                        |
| 6 8 de desembre  | Juventus FC Trezeguet 19'                       | 1:4 (1:1)       | FC Bayern de Múnic Butt 30'(p) Olic 52' Gómez 83' Timosxuk 90+2' | Estadi Olímpic de Torí (Torí) Àrbitre: Massimo Busacca (Suïssa)               |
| 6 8 de desembre  | Maccabi Haifa                                   | 0:1 (0:1)       | Girondins de Bordeus Jussie 13'                                  | Ramat Gan Stadium (Ramat Gan) Àrbitre: Jonas Eriksson (Suècia)                |

### Grup B
| Equip                | Pts | PJ | PG | PE | PP | GF | GC | DG |
| -------------------- | --- | -- | -- | -- | -- | -- | -- | -- |
| Manchester United FC | 13  | 6  | 4  | 1  | 1  | 10 | 6  | +4 |
| CSKA Moscou          | 10  | 6  | 3  | 1  | 2  | 10 | 10 | +0 |
| VfL Wolfsburg        | 7   | 6  | 2  | 1  | 3  | 9  | 8  | +1 |
| Beşiktaş JK          | 4   | 6  | 1  | 1  | 4  | 3  | 8  | -5 |

| Jornada Data     | Equip 1                                                  | Resultat global | Equip 2                                            | Estadi Àrbitre                                                      |
| ---------------- | -------------------------------------------------------- | --------------- | -------------------------------------------------- | ------------------------------------------------------------------- |
| 1 15 de setembre | VfL Wolfsburg Grafite 36', 41'(p), 87'                   | 3:1 (2:0)       | CSKA Moscou Dzagóiev 76'                           | Volkswagen Arena (Wolfsburg) Àrbitre: Stéphane Lannoy (França)      |
| 1 15 de setembre | Beşiktaş JK                                              | 0:1 (0:0)       | Manchester United FC Scholes 77'                   | Estadi BJK İnönü (Istanbul) Àrbitre: Nicola Rizzoli (Itàlia)        |
| 2 30 de setembre | Manchester United FC Giggs 59' Carrick 78'               | 2:1 (0:0)       | VfL Wolfsburg Džeko 56'                            | Old Trafford (Manchester) Àrbitre: Mejuto González (Espanya)        |
| 2 30 de setembre | CSKA Moscou Dzagóiev 7' Krasić 61'                       | 2:1 (1:0)       | Beşiktaş JK Dağ 90+2'                              | Estadi Lujniki (Moscou) Àrbitre: Viktor Kassai (Hongria)            |
| 3 21 d'octubre   | CSKA Moscou                                              | 0:1 (0:0)       | Manchester United FC Valencia 86'                  | Estadi Lujniki (Moscou) Àrbitre: Claus Bo Larsen (Dinamarca)        |
| 3 21 d'octubre   | VfL Wolfsburg                                            | 0:0             | Beşiktaş JK                                        | Volkswagen Arena (Wolfsburg) Àrbitre: Roberto Rosetti (Itàlia)      |
| 4 3 de novembre  | Manchester United FC Owen 29' Scholes 84' Valencia 90+2' | 3:3 (1:2)       | CSKA Moscou Dzagóiev 25' Krasic 31' Berezutski 47' | Old Trafford (Manchester) Àrbitre: Olegario Bequerença (Portugal)   |
| 4 3 de novembre  | Beşiktaş JK                                              | 0:3 (0:1)       | VfL Wolfsburg Misimovic 14' Gentner 80' Dzeko 87'  | Estadi BJK İnönü (Istanbul) Àrbitre: Undiano Mallenco (Espanya)     |
| 5 25 de novembre | CSKA Moscou Necid 58' Krasic 66'                         | 2:1 (0:1)       | VfL Wolfsburg Dzeko 19'                            | Estadi Lujniki (Moscou) Àrbitre: Nicola Rizzoli (Itàlia)            |
| 5 25 de novembre | Manchester United FC                                     | 0:1 (0:1)       | Beşiktaş JK Tello 20'                              | Old Trafford (Manchester) Àrbitre: Stephane Lannoy (França)         |
| 6 8 de desembre  | VfL Wolfsburg Dzeko 58'                                  | 1:3 (0:1)       | Manchester United FC Owen 44', 83', 90+1'          | Volkswagen Arena (Wolfsburg) Àrbitre: Bjorn Kuipers (Països Baixos) |
| 6 8 de desembre  | Beşiktaş JK Bobo 86'                                     | 1:2 (0:1)       | CSKA Moscou Krasic 41' Aldonin 90+5'               | Estadi BJK İnönü (Istanbul) Àrbitre: Martin Hansson (Suècia)        |

### Grup C
| Equip          | Pts | PJ | PG | PE | PP | GF | GC | DG |
| -------------- | --- | -- | -- | -- | -- | -- | -- | -- |
| Reial Madrid   | 13  | 6  | 4  | 1  | 1  | 15 | 7  | +8 |
| AC Milan       | 9   | 6  | 2  | 3  | 1  | 8  | 7  | +1 |
| O. de Marsella | 7   | 6  | 2  | 1  | 3  | 10 | 10 | +0 |
| FC Zuric       | 4   | 6  | 1  | 1  | 4  | 5  | 14 | -9 |

| Jornada Data     | Equip 1                                                                                | Resultat global | Equip 2                                                         | Estadi Àrbitre                                                          |
| ---------------- | -------------------------------------------------------------------------------------- | --------------- | --------------------------------------------------------------- | ----------------------------------------------------------------------- |
| 1 15 de setembre | FC Zuric Margairaz 64'(p) Aegerter 65'                                                 | 2:5 (0:3)       | Reial Madrid Ronaldo 27', 89' Raúl 34' Higuaín 45+1' Guti 90+4' | Estadi Hardturm (Zúric) Àrbitre: Martin Atkinson (Anglaterra)           |
| 1 15 de setembre | O. de Marsella Heinze 49'                                                              | 1:2 (0:1)       | AC Milan Inzaghi 28', 74'                                       | Stade Vélodrome (Marsella) Àrbitre: Claus Bo Larsen (Dinamarca)         |
| 2 30 de setembre | AC Milan                                                                               | 0:1 (0:1)       | FC Zuric Tihinen 10'                                            | Estadi Giuseppe Meazza (Milà) Àrbitre: Florian Meyer (Alemanya)         |
| 2 30 de setembre | Reial Madrid Ronaldo 58', 64' Kaká 61'(p)                                              | 3:0 (0:0)       | O. de Marsella                                                  | Estadi Santiago Bernabéu (Madrid) Àrbitre: Martin Hansson (Suècia)      |
| 3 21 d'octubre   | Reial Madrid Raúl 19' Drenthe 76'                                                      | 2:3 (1:0)       | AC Milan Pirlo 62' Pato 66', 88'                                | Estadi Santiago Bernabéu (Madrid) Àrbitre: Frank De Bleeckere (Bèlgica) |
| 3 21 d'octubre   | FC Zuric                                                                               | 0:1 (0:0)       | O. de Marsella Heinze 69'                                       | Estadi Hardturm (Zúric) Àrbitre: Damir Skomina (Eslovènia)              |
| 4 3 de novembre  | AC Milan Ronaldinho 35'(p)                                                             | 1:1 (1:1)       | Reial Madrid Benzema 29'                                        | Estadi Giuseppe Meazza (Milà) Àrbitre: Felix Brych (Alemanya)           |
| 4 3 de novembre  | O. de Marsella Aegerter 3'(pp) Abriel 11' Niang 51' Hilton 80' Cheyrou 87' Brandao 90' | 6:1 (2:1)       | FC Zuric Alphonse 31'                                           | Stade Vélodrome (Marsella) Àrbitre: Craig Thomson (Escòcia)             |
| 5 25 de novembre | Reial Madrid Higuaín 21'                                                               | 1:0 (1:0)       | FC Zuric                                                        | Estadi Santiago Bernabéu (Madrid) Àrbitre: Alain Hamer (Luxemburg)      |
| 5 25 de novembre | AC Milan Borriello 10'                                                                 | 1:1 (1:1)       | O. de Marsella Lucho 16'                                        | Estadi Giuseppe Meazza (Milà) Àrbitre: Howard Webb (Anglaterra)         |
| 6 8 de desembre  | FC Zuric Gajic 29'                                                                     | 1:1 (1:0)       | AC Milan Ronaldinho 65' (p)                                     | Estadi Hardturm (Zúric) Àrbitre: Pedro Proença (Portugal)               |
| 6 8 de desembre  | O. de Marsella Lucho 11'                                                               | 1:3 (1:1)       | Reial Madrid Cristiano Ronaldo 5', 80' Albiol 60'               | Stade Vélodrome (Marsella) Àrbitre: Wolfgang Stark (Alemanya)           |

### Grup D
| Equip             | Pts | PJ | PG | PE | PP | GF | GC | DG |
| ----------------- | --- | -- | -- | -- | -- | -- | -- | -- |
| Chelsea FC        | 14  | 6  | 4  | 2  | 0  | 11 | 4  | +7 |
| FC Porto          | 12  | 6  | 4  | 0  | 2  | 8  | 3  | +5 |
| Atlètic de Madrid | 3   | 6  | 0  | 3  | 3  | 3  | 12 | -9 |
| APOEL Nicòsia     | 3   | 6  | 0  | 3  | 3  | 4  | 7  | -3 |

| Jornada Data     | Equip 1                                               | Resultat global | Equip 2                                     | Estadi Àrbitre                                                          |
| ---------------- | ----------------------------------------------------- | --------------- | ------------------------------------------- | ----------------------------------------------------------------------- |
| 1 15 de setembre | Chelsea FC Anelka 48'                                 | 1:0 (0:0)       | FC Porto                                    | Stamford Bridge (Londres) Àrbitre: Konrad Plautz (Àustria)              |
| 1 15 de setembre | Atlètic de Madrid                                     | 0:0             | APOEL Nicòsia                               | Estadi Vicente Calderón (Madrid) Àrbitre: Craig Thomson (Escòcia)       |
| 2 30 de setembre | APOEL Nicòsia                                         | 0:1 (0:1)       | Chelsea FC Anelka 18'                       | Estadi Neo GSP (Nicòsia) Àrbitre: Bertrand Layec (França)               |
| 2 30 de setembre | FC Porto Falcao 75' Rolando 82'                       | 2:0 (0:0)       | Atlètic de Madrid                           | Estádio do Dragão (Porto) Àrbitre: Nicola Rizzoli (Itàlia)              |
| 3 21 d'octubre   | FC Porto Hulk 33', 48'(p)                             | 2:1 (1:1)       | APOEL Nicòsia Pereira 22'(pp)               | Estádio do Dragão (Porto) Àrbitre: Felix Brych (Alemanya)               |
| 3 21 d'octubre   | Chelsea FC Kalou 41', 52' Lampard 69' Perea 90+1'(pp) | 4:0 (1:0)       | Atlètic de Madrid                           | Stamford Bridge (Londres) Àrbitre: Florian Meyer (Alemanya)             |
| 4 3 de novembre  | APOEL Nicòsia                                         | 0:1 (0:0)       | FC Porto Falcao 84'                         | Estadi Neo GSP (Nicòsia) Àrbitre: Damir Skomina (Eslovènia)             |
| 4 3 de novembre  | Atlètic de Madrid Agüero 66', 90+1'                   | 2:2 (0:0)       | Chelsea FC Drogba 82', 88'                  | Estadi Vicente Calderón (Madrid) Àrbitre: Bjorn Kuipers (Països Baixos) |
| 5 25 de novembre | FC Porto                                              | 0:1 (0:0)       | Chelsea FC Anelka 69'                       | Estádio do Dragão (Porto) Àrbitre: Jonas Eriksson (Suècia)              |
| 5 25 de novembre | APOEL Nicòsia Mirosavljevic 5'                        | 1:1 (1:0)       | Atlètic de Madrid Simao 62'                 | Estadi Neo GSP (Nicòsia) Àrbitre: Frank de Bleeckere (Bèlgica)          |
| 6 8 de desembre  | Chelsea FC Essien 19' Drogba 26'                      | 2:2 (2:1)       | APOEL Nicòsia Zewlakow 6' Mirosavljevic 87' | Stamford Bridge (Londres) Àrbitre: Matteo Trefoloni (Itàlia)            |
| 6 8 de desembre  | Atlètic de Madrid                                     | 0:3 (0:2)       | FC Porto Bruno Alves 2' Falcao 14' Hulk 75' | Estadi Vicente Calderón (Madrid) Àrbitre: Stephane Lannoy (França)      |

### Grup E
| Equip          | Pts | PJ | PG | PE | PP | GF | GC | DG  |
| -------------- | --- | -- | -- | -- | -- | -- | -- | --- |
| ACF Fiorentina | 15  | 6  | 5  | 0  | 1  | 14 | 7  | +7  |
| O. de Lió      | 13  | 6  | 4  | 1  | 1  | 12 | 3  | +9  |
| Liverpool FC   | 7   | 6  | 2  | 1  | 3  | 5  | 7  | -2  |
| Debriceni VSC  | 0   | 6  | 0  | 0  | 6  | 5  | 19 | -14 |

| Jornada Data     | Equip 1                                                                         | Resultat global | Equip 2                                               | Estadi Àrbitre                                                             |
| ---------------- | ------------------------------------------------------------------------------- | --------------- | ----------------------------------------------------- | -------------------------------------------------------------------------- |
| 1 16 de setembre | Liverpool FC Kuyt 45+1'                                                         | 1:0 (1:0)       | Debriceni VSC                                         | Anfield (Liverpool) Àrbitre: Pedro Proença (Portugal)                      |
| 1 16 de setembre | O. de Lió Pjanić 76'                                                            | 1:0 (0:0)       | ACF Fiorentina                                        | Stade de Gerland (Lió) Àrbitre: Pieter Vink (Països Baixos)                |
| 2 29 de setembre | ACF Fiorentina Jovetić 28', 37'                                                 | 2:0 (2:0)       | Liverpool FC                                          | Estadi Artemio Franchi (Florència) Àrbitre: Felix Brych (Alemanya)         |
| 2 29 de setembre | Debriceni VSC                                                                   | 0:4 (0:3)       | O. de Lió Källström 3' Pjanić 13' Govou 24' Gomis 51' | Ferenc Puskás Stadion (Budapest) Àrbitre: Tom Henning Øvrebø (Noruega)     |
| 3 20 d'octubre   | Debriceni VSC Czvitkovics 2' Rudolf 28' Coulibaly 88'                           | 3:4 (2:4)       | ACF Fiorentina Mutu 6', 20' Gilardino 10' Santana 37' | Ferenc Puskás Stadion (Budapest) Àrbitre: Craig Thomson (Escòcia)          |
| 3 20 d'octubre   | Liverpool FC Benayoun 41'                                                       | 1:2 (1:0)       | O. de Lió Gonalons 72' Delgado 90+1'                  | Anfield (Liverpool) Àrbitre: Undiano Mallenco (ERspanya)                   |
| 4 4 de novembre  | ACF Fiorentina Mutu 14' Dainelli 52' Montolivo 59' Marchionni 61' Gilardino 74' | 5:2 (1:1)       | Debriceni VSC Rudolf 38' Coulibaly 70'                | Estadi Artemio Franchi (Florència) Àrbitre: Mejuto González (Espanya)      |
| 4 4 de novembre  | O. de Lió Lisandro 90'                                                          | 1:1 (0:0)       | Liverpool FC Babel 83'                                | Stade de Gerland (Lió) Àrbitre: Frank de Bleeckere (Bèlgica)               |
| 5 24 de novembre | Debriceni VSC                                                                   | 0:1 (0:1)       | Liverpool FC Ngog 4'                                  | Ferenc Puskás Stadion (Budapest) Àrbitre: Bjorn Kuipers (Països Baixos)    |
| 5 24 de novembre | ACF Fiorentina Vargas 28'(p)                                                    | 1:0 (1:0)       | O. de Lió                                             | Estadi Artemio Franchi (Florència) Àrbitre: Olegario Baquerença (Portugal) |
| 6 9 de desembre  | Liverpool FC Benayoun 43'                                                       | 1:2 (1:0)       | ACF Fiorentina Jorgensen 63' Gilardino 90+2'          | Anfield (Liverpool) Àrbitre: Damir Skomina (Eslovènia)                     |
| 6 9 de desembre  | O. de Lió Goms 25' Bastos 44' Pjanic 59' Cissokho 77'                           | 4:0 (2:0)       | Debriceni VSC                                         | Stade de Gerland (Lió) Àrbitre: Florian Meyer (Alemanya)                   |

### Grup F
| Equip          | Pts | PJ | PG | PE | PP | GF | GC | DG |
| -------------- | --- | -- | -- | -- | -- | -- | -- | -- |
| FC Barcelona   | 11  | 6  | 3  | 2  | 1  | 7  | 3  | +4 |
| Inter de Milà  | 9   | 6  | 2  | 3  | 1  | 7  | 6  | +1 |
| Rubin Kazan    | 6   | 6  | 1  | 3  | 2  | 4  | 7  | -3 |
| Dinamo de Kíev | 5   | 6  | 1  | 2  | 3  | 7  | 9  | -2 |

| Jornada Data     | Equip 1                                          | Resultat global | Equip 2                                  | Estadi Àrbitre                                                      |
| ---------------- | ------------------------------------------------ | --------------- | ---------------------------------------- | ------------------------------------------------------------------- |
| 1 16 de setembre | Inter de Milà                                    | 0:0             | FC Barcelona                             | Estadi Giuseppe Meazza (Milà) Àrbitre: Wolfgang Stark (Alemanya)    |
| 1 16 de setembre | Dinamo de Kíev Yussuf 71' Magrão 79' Hússiev 85' | 3:1 (0:1)       | Rubin Kazan Domínguez 25'                | Lobanovsky Dynamo Stadium (Kíev) Àrbitre: Alain Hamer (Luxemburg)   |
| 2 29 de setembre | Rubin Kazan Domínguez 11'                        | 1:1 (1:1)       | Inter de Milà Stanković 27'              | Estadi Central de Kazan (Kazan) Àrbitre: Terje Hauge (Noruega)      |
| 2 29 de setembre | FC Barcelona Messi 26' Pedro 76'                 | 2:0 (1:0)       | Dinamo de Kíev                           | Camp Nou (Barcelona) Àrbitre: Bjorn Kuipers (Països Baixos)         |
| 3 20 d'octubre   | FC Barcelona Ibrahimovic 48'                     | 1:2 (0:1)       | Rubin Kazan Ryazantsev 2' Karadeniz 73'  | Camp Nou (Barcelona) Àrbitre: Laurent Duhamel (França)              |
| 3 20 d'octubre   | Inter de Milà Stankovic 35' Samuel 47'           | 2:2 (1:2)       | Dinamo de Kíev Mikhàlik 5' Lúcio 40'(pp) | Estadi Giuseppe Meazza (Milà) Àrbitre: Martin Atkinson (Anglaterra) |
| 4 4 de novembre  | Rubin Kazan                                      | 0:0             | FC Barcelona                             | Estadi Central de Kazan) Àrbitre: Konrad Plautz (Àustria)           |
| 4 4 de novembre  | Dinamo de Kíev Xevtxenko 21'                     | 1:2 (1:0)       | Inter de Milà Milito 86' Sneijder 89'    | Lobanovsky Dynamo Stadium (Kíev) Àrbitre: Bertrand Layec (França)   |
| 5 24 de novembre | FC Barcelona Piqué 10' Pedro 25'                 | 2:0 (2:0)       | Inter de Milà                            | Camp Nou (Barcelona) Àrbitre: Massimo Busacca (Suïssa)              |
| 5 24 de novembre | Rubin Kazan                                      | 0:0             | Dinamo de Kíev                           | Estadi Central de Kazan) Àrbitre: Felix Byrch (Alemanya)            |
| 6 9 de desembre  | Inter de Milà Eto'o 31' Balotelli 64'            | 2:0 (1:0)       | Rubin Kazan                              | Estadi Giuseppe Meazza (Milà) Àrbitre: Pieter Vink (Països Baixos)  |
| 6 9 de desembre  | Dinamo de Kíev Milevski 2'                       | 1:2 (1:1)       | FC Barcelona Xavi 33' Messi 86'          | Lobanovsky Dynamo Stadium (Kíev) Àrbitre: Howard Webb (Anglaterra)  |

### Grup G
| Equip           | Pts | PJ | PG | PE | PP | GF | GC | DG |
| --------------- | --- | -- | -- | -- | -- | -- | -- | -- |
| Sevilla FC      | 13  | 6  | 4  | 1  | 1  | 11 | 4  | +7 |
| VfB Stuttgart   | 9   | 6  | 2  | 3  | 1  | 9  | 7  | +2 |
| Unirea Urziceni | 8   | 6  | 2  | 2  | 2  | 8  | 9  | +0 |
| Rangers FC      | 2   | 6  | 0  | 2  | 4  | 4  | 13 | -9 |

| Jornada Data     | Equip 1                                          | Resultat global | Equip 2                                                                    | Estadi Àrbitre                                                               |
| ---------------- | ------------------------------------------------ | --------------- | -------------------------------------------------------------------------- | ---------------------------------------------------------------------------- |
| 1 16 de setembre | VfB Stuttgart Pogrebniak 18'                     | 1:1 (1:0)       | Rangers FC Bougherra 77'                                                   | Mercedes-Benz Arena (Stuttgart) Àrbitre: Massimo Busacca (Suïssa)            |
| 1 16 de setembre | Sevilla FC Luís Fabiano 45+1' Renato 70'         | 2:0 (1:0)       | Unirea Urziceni                                                            | Estadi Ramón Sánchez Pizjuán (Sevilla) Àrbitre: Matteo Trefoloni (Itàlia)    |
| 2 29 de setembre | Unirea Urziceni Varga 48'                        | 1:1 (0:1)       | VfB Stuttgart Tasci 5'                                                     | Stadionul Ghencea (Bucarest) Àrbitre: Laurent Duhamel (França)               |
| 2 29 de setembre | Rangers FC Novo 88'                              | 1:4 (0:0)       | Sevilla FC Konko 50' Adriano 64' Luís Fabiano 72' Kanouté 74'              | Ibrox Stadium (Glasgow) Àrbitre: Jonas Eriksson (Suècia)                     |
| 3 20 d'octubre   | Rangers FC Vilana 2'(pp)                         | 1:4 (1:1)       | Unirea Urziceni Bilaşco 32' Lafferty 49'(pp) McCulloch 59'(pp) Brandán 65' | Ibrox Stadium (Glasgow) Àrbitre: Eric Braamhaar (Països Baixos)              |
| 3 20 d'octubre   | VfB Stuttgart Élson 74'                          | 1:3 (0:1)       | Sevilla FC Squillaci 23', 72' Navas 55'                                    | Mercedes-Benz Arena (Stuttgart) Àrbitre: Pieter Vink (Països Baixos)         |
| 4 4 de novembre  | Unirea Urziceni Onofras 88'                      | 1:1 (0:0)       | Rangers FC McCulloch 79'                                                   | Stadionul Ghencea (Bucarest) Àrbitre: Clus Bo Larsen (Dinamarca)             |
| 4 4 de novembre  | Sevilla FC Navas 14'                             | 1:1 (1:0)       | VfB Stuttgart Kuzmanovic 79'                                               | Estadi Ramón Sánchez Pizjuán (Sevilla) Àrbitre: Martin Atkinson (Anglaterra) |
| 5 24 de novembre | Rangers FC                                       | 0:2 (0:1)       | VfB Stuttgart Rudy 16' Kuzmanovic 59'                                      | Ibrox Stadium (Glasgow) Àrbitre: Roberto Rosetti (Itàlia)                    |
| 5 24 de novembre | Unirea Urziceni Dragutinovic 45'(pp)             | 1:0 (1:0)       | Sevilla FC                                                                 | Stadionul Ghencea (Bucarest) Àrbitre: Tom Henning Øvrebø (Noruega)           |
| 6 9 de desembre  | VfB Stuttgart Marica 5' Trasch 8' Pogrebniak 11' | 3:1 (3:0)       | Unirea Urziceni Semedo 50'                                                 | Mercedes-Benz Arena (Stuttgart) Àrbitre: Viktor Kassai (Hongria)             |
| 6 9 de desembre  | Sevilla FC Kanoute 8'(p)                         | 1:0 (1:0)       | Rangers FC                                                                 | Estadi Ramón Sánchez Pizjuán (Sevilla) Àrbitre: Bertrend Layec (França)      |

### Grup H
| Equip             | Pts | PJ | PG | PE | PP | GF | GC | DG |
| ----------------- | --- | -- | -- | -- | -- | -- | -- | -- |
| Arsenal FC        | 13  | 6  | 4  | 1  | 1  | 12 | 5  | +7 |
| Olympiakos FC     | 10  | 6  | 3  | 1  | 2  | 4  | 5  | -1 |
| Standard de Lieja | 5   | 6  | 1  | 2  | 3  | 7  | 9  | -2 |
| AZ Alkmaar        | 4   | 6  | 0  | 4  | 2  | 4  | 8  | -4 |

| Jornada Data     | Equip 1                                          | Resultat global | Equip 2                                           | Estadi Àrbitre                                                           |
| ---------------- | ------------------------------------------------ | --------------- | ------------------------------------------------- | ------------------------------------------------------------------------ |
| 1 16 de setembre | Olympiakos FC Torosidis 79'                      | 1:0 (0:0)       | AZ Alkmaar                                        | Estadi Geórgios Karaiskakis (Atenes) Àrbitre: Viktor Kassai (Hongria)    |
| 1 16 de setembre | Standard de Lieja Mangala 2' Jovanović 5' (p)    | 2:3 (2:1)       | Arsenal FC Bendtner 45' Vermaelen 79' Eduardo 81' | Stade Maurice Dufrasne (Lieja) Àrbitre: Iturralde González (Espanya)     |
| 2 29 de setembre | Arsenal FC van Persie 78' Arxavin86'             | 2:0 (0:0)       | Olympiakos FC                                     | Emirates Stadium (Londres) Àrbitre: Stéphane Lannoy (França)             |
| 2 29 de setembre | AZ Alkmaar El Hamdaoui 48'                       | 1:1 (0:0)       | Standard de Lieja Traoré 90+1'                    | DSB Stadion (Alkmaar) Àrbitre: Wolfgang Stark (Alemanya)                 |
| 3 20 d'octubre   | AZ Alkmaar Mendes 90+3'                          | 1:1 (0:1)       | Arsenal FC Cesc 36'                               | DSB Stadion (Alkmaar) Àrbitre: Martin Hansson (Suècia)                   |
| 3 20 d'octubre   | Olympiakos FC Mítroglu 43' Stoltidis 90+3'       | 2:1 (1:1)       | Standard de Lieja de Camargo 37'                  | Estadi Geórgios Karaiskakis (Atenes) Àrbitre: Pedro Proença (Portugal)   |
| 4 4 de novembre  | Arsenal FC Fàbregas 25', 52' Nasri 43' Diaby 72' | 4:1 (2:0)       | AZ Alkmaar Lens 82'                               | Emirates Stadium (Londres) Àrbitre: Alain Hamer (Luxemburg)              |
| 4 4 de novembre  | Standard de Lieja Mbokani 31' Jovanovic 88'      | 2:0 (1:0)       | Olympiakos FC                                     | Stade Maurice Dufrasne (Lieja) Àrbitre: Nicola Rizzoli (Itàlia)          |
| 5 24 de novembre | AZ Alkmaar                                       | 0:0             | Olympiakos FC                                     | DSB Stadion (Alkmaar) Àrbitre: Undiano Mallenco (Espanya)                |
| 5 24 de novembre | Arsenal FC Nasri 35' Denilson 45+2'              | 2:0 (2:0)       | Standard de Lieja                                 | Emirates Stadium (Londres) Àrbitre: Konrad Plautz (Àustria)              |
| 6 9 de desembre  | Olympiakos FC Leonardo 47'                       | 1:0 (0:0)       | Arsenal FC                                        | Estadi Geórgios Karaiskakis (Atenes) Àrbitre: Lucilio Batista (Portugal) |
| 6 9 de desembre  | Standard de Lieja Bolat 90+5'                    | 1:1 (0:1)       | AZ Alkmaar Lens 42'                               | Stade Maurice Dufrasne (Lieja) Àrbitre: Martin Atkinson (Anglaterra)     |

## Vuitens de final
El dia 18 de desembre del 2009 es van sortejar a Nyon (Suïssa) els emparellaments dels vuitens de final. Els equips classificats es van distribuir en dues urnes, segons si es van classificar com a primers de grup o com a segons. En els enfrontaments no es podien emparellar equips de la mateixa federació estatal ni equips que haguessin jugat al mateix grup.
El calendari dels enfrontaments ha quedat així:
| AC Milan                    | 2-3 (1-1) | Manchester United FC                         |
| --------------------------- | --------- | -------------------------------------------- |
| Ronaldinho 3' · Seedorf 85' |           | Scholes 36' · Rooney 66' 74' · Carrick 90+3' |

| Manchester United FC                     | 4-0 (1-0) | AC Milan |
| ---------------------------------------- | --------- | -------- |
| Rooney 13' 46' · Park 59' · Fletcher 88' |           |          |

| O. de Lió  | 1-0 (0-0) | Reial Madrid |
| ---------- | --------- | ------------ |
| Makoun 47' |           |              |

| Reial Madrid | 1-1 (1-0) | O. de Lió  |
| ------------ | --------- | ---------- |
| Ronaldo 6'   |           | Pjanić 75' |

| FC Bayern de Múnic          | 2-1 (1-0) | ACF Fiorentina           |
| --------------------------- | --------- | ------------------------ |
| Robben 45' (p.) · Klose 89' |           | Kroldrup 50' · Gobbi 73' |

| ACF Fiorentina               | 3-2 (1-0) | FC Bayern de Múnic          |
| ---------------------------- | --------- | --------------------------- |
| Vargas 28' · Robben 54', 64' |           | van Bommel 60' · Robben 65' |

| FC Porto                | 2-1 (1-1) | Arsenal FC   |
| ----------------------- | --------- | ------------ |
| Varela 11' · Falcao 51' |           | Campbell 18' |

| Arsenal FC                                          | 5-0 (2-0) | FC Porto |
| --------------------------------------------------- | --------- | -------- |
| Bendtner 10', 25', 90' (p.) · Nasri 63' · Eboué 66' |           |          |

| VfB Stuttgart | 1-1 (1-0) | FC Barcelona    |
| ------------- | --------- | --------------- |
| Cacau 25'     |           | Ibrahimovic 52' |

| FC Barcelona                          | 4-0 (2-0) | VfB Stuttgart |
| ------------------------------------- | --------- | ------------- |
| Messi 13' 60' · Pedro 22' · Bojan 89' |           |               |

| Olympiakos FC | 0-1 (0-1) | Girondins de Bordeus |
| ------------- | --------- | -------------------- |
|               |           | Ciani 45'            |

| Girondins de Bordeus                   | 2-1 (1-0) | Olympiakos FC                 |
| -------------------------------------- | --------- | ----------------------------- |
| Gourcuff 5' · Chamakh 88' · Diarra 68' |           | Mítroglu 65' · Derbyshire 60' |

| Inter de Milà             | 2-1 (1-0) | Chelsea FC |
| ------------------------- | --------- | ---------- |
| Milito 3' · Cambiasso 55' |           | Kalou 51'  |

| Chelsea FC | 0-1 (0-0) | Inter de Milà |
| ---------- | --------- | ------------- |
|            |           | Eto'o 78'     |

| CSKA Moscou  | 1-1 (0-1) | Sevilla FC  |
| ------------ | --------- | ----------- |
| González 66' |           | Negredo 25' |

| Sevilla FC  | 1-2 (1-1) | CSKA Moscou           |
| ----------- | --------- | --------------------- |
| Perotti 41' |           | Necid 39' · Honda 55' |

## Quarts de final
El sorteig on es decidiran els enfrontaments -des de quarts fins a la final- es realitzà el 19 de març a Nyon (Suïssa). Els enfrontaments que en van resultar són:
| Olympique Lió                        | 3-1 (2-1) | Girondins de Bordeus |
| ------------------------------------ | --------- | -------------------- |
| Lisandro 10' 77' (pen.) · Bastos 32' |           | Chamakh 14'          |

| Girondins de Bordeus | 1-0 (1-0) | Olympique Lió |
| -------------------- | --------- | ------------- |
| Chamakh 45'          |           |               |

| FC Bayern de Múnic      | 2-1 (0-1) | Manchester United FC |
| ----------------------- | --------- | -------------------- |
| Ribéry 77' · Olić 90+2' |           | Rooney 2'            |

| Manchester United FC                 | 3-2 (3-1) | FC Bayern de Múnic    |
| ------------------------------------ | --------- | --------------------- |
| Gibson 3' · Nani 7' 41' · Rafael 50' |           | Olić 43' · Robben 74' |

| Arsenal FC                      | 2-2 (0-0) | FC Barcelona        |
| ------------------------------- | --------- | ------------------- |
| Walcott 69' · Fàbregas 85' (p.) | [ 3 ]     | Ibrahimovic 46' 59' |

| FC Barcelona          | 4-1 (3-1) | Arsenal FC   |
| --------------------- | --------- | ------------ |
| Messi 21' 37' 42' 88' |           | Bendtner 18' |

| Inter de Milà | 1-0 (0-0) | CSKA Moscou |
| ------------- | --------- | ----------- |
| Milito 65'    | [ 4 ]     |             |

| CSKA Moscou | 0-1 (0-1) | Inter de Milà |
| ----------- | --------- | ------------- |
|             |           | Sneijder 6'   |

## Semifinals
| Inter de Milà                          | 3-1 (1-1) | FC Barcelona |
| -------------------------------------- | --------- | ------------ |
| Sneijder 30' · Maicon 48' · Milito 61' |           | Pedro 19'    |

| FC Barcelona | 1-0 (0-0) | Inter de Milà |
| ------------ | --------- | ------------- |
| Piqué 83'    |           | Motta 28'     |

| FC Bayern de Múnic      | 1-0 (0-0) | Olympique Lió |
| ----------------------- | --------- | ------------- |
| Robben 69' · Ribéry 37' |           | Toulalan 54'  |

| Olympique Lió | 0-3 (0-1) | FC Bayern de Múnic |
| ------------- | --------- | ------------------ |
|               |           | Olić 26' 67' 78'   |

## Final
| FC Bayern de Múnic | 0-2 | Inter de Milà   |
| ------------------ | --- | --------------- |
|                    |     | Milito 35', 70' |

## Quadre resum
|  | Vuitens de final          | Vuitens de final       |                        |   | Quarts de final | Quarts de final |  |  | Semifinals | Semifinals |  |  | Final | Final |
|  |                           |                        |                        |   |                 |                 |  |  |            |            |  |  |       |       |
|  | 17 de febrer - 9 de març  |                        |                        |   |                 |                 |  |  |            |            |  |  |       |       |
|  |                           |                        |                        |   |                 |                 |  |  |            |            |  |  |       |       |
|  | FC Bayern de Múnic        | 4                      |                        |   |                 |                 |  |  |            |            |  |  |       |       |
|  | FC Bayern de Múnic        | 4                      | 30 de març - 7 d'abril |   |                 |                 |  |  |            |            |  |  |       |       |
|  | ACF Fiorentina            | 4                      |                        |   |                 |                 |  |  |            |            |  |  |       |       |
|  | ACF Fiorentina            | 4                      | FC Bayern de Múnic     | 4 |                 |                 |  |  |            |            |  |  |       |       |
|  | 16 de febrer - 10 de març |                        | FC Bayern de Múnic     | 4 |                 |                 |  |  |            |            |  |  |       |       |
|  |                           | Manchester U.          | 4                      |   |                 |                 |  |  |            |            |  |  |       |       |
|  | AC Milan                  | Manchester U.          | 4                      | 2 |                 |                 |  |  |            |            |  |  |       |       |
|  | AC Milan                  |                        | 21 - 27 d'abril        | 2 |                 |                 |  |  |            |            |  |  |       |       |
|  | Manchester U.             | 7                      |                        |   |                 |                 |  |  |            |            |  |  |       |       |
|  | Manchester U.             | 7                      | FC Bayern de Múnic     | 4 |                 |                 |  |  |            |            |  |  |       |       |
|  | 16 de febrer - 10 de març |                        | FC Bayern de Múnic     | 4 |                 |                 |  |  |            |            |  |  |       |       |
|  |                           | Olympique Lió          | 0                      |   |                 |                 |  |  |            |            |  |  |       |       |
|  | Olympique Lió             | Olympique Lió          | 0                      | 2 |                 |                 |  |  |            |            |  |  |       |       |
|  | Olympique Lió             | 30 de març - 7 d'abril |                        | 2 |                 |                 |  |  |            |            |  |  |       |       |
|  | Reial Madrid              | 1                      |                        |   |                 |                 |  |  |            |            |  |  |       |       |
|  | Reial Madrid              | 1                      | Olympique Lió          | 3 |                 |                 |  |  |            |            |  |  |       |       |
|  | 23 de febrer - 17 de març |                        | Olympique Lió          | 3 |                 |                 |  |  |            |            |  |  |       |       |
|  |                           | Girondins              | 2                      |   |                 |                 |  |  |            |            |  |  |       |       |
|  | Olympiakos FC             | Girondins              | 2                      | 1 |                 |                 |  |  |            |            |  |  |       |       |
|  | Olympiakos FC             |                        | 22 de maig             | 1 |                 |                 |  |  |            |            |  |  |       |       |
|  | Girondins                 | 3                      |                        |   |                 |                 |  |  |            |            |  |  |       |       |
|  | Girondins                 | 3                      | FC Bayern de Múnic     | 0 |                 |                 |  |  |            |            |  |  |       |       |
|  | 24 de febrer - 16 de març |                        | FC Bayern de Múnic     | 0 |                 |                 |  |  |            |            |  |  |       |       |
|  |                           | Inter de Milà          | 2                      |   |                 |                 |  |  |            |            |  |  |       |       |
|  | Inter de Milà             | Inter de Milà          | 2                      | 3 |                 |                 |  |  |            |            |  |  |       |       |
|  | Inter de Milà             | 31 de març - 6 d'abril |                        | 3 |                 |                 |  |  |            |            |  |  |       |       |
|  | Chelsea FC                | 1                      |                        |   |                 |                 |  |  |            |            |  |  |       |       |
|  | Chelsea FC                | 1                      | Inter de Milà          | 2 |                 |                 |  |  |            |            |  |  |       |       |
|  | 24 de febrer - 16 de març |                        | Inter de Milà          | 2 |                 |                 |  |  |            |            |  |  |       |       |
|  |                           | CSKA Moscou            | 0                      |   |                 |                 |  |  |            |            |  |  |       |       |
|  | CSKA Moscou               | CSKA Moscou            | 0                      | 3 |                 |                 |  |  |            |            |  |  |       |       |
|  | CSKA Moscou               |                        | 20 - 28 d'abril        | 3 |                 |                 |  |  |            |            |  |  |       |       |
|  | Sevilla FC                | 2                      |                        |   |                 |                 |  |  |            |            |  |  |       |       |
|  | Sevilla FC                | 2                      | Inter de Milà          | 3 |                 |                 |  |  |            |            |  |  |       |       |
|  | 17 de febrer - 9 de març  |                        | Inter de Milà          | 3 |                 |                 |  |  |            |            |  |  |       |       |
|  |                           | FC Barcelona           | 2                      |   |                 |                 |  |  |            |            |  |  |       |       |
|  | FC Porto                  | FC Barcelona           | 2                      | 2 |                 |                 |  |  |            |            |  |  |       |       |
|  | FC Porto                  | 31 de març - 6 d'abril |                        | 2 |                 |                 |  |  |            |            |  |  |       |       |
|  | Arsenal FC                | 6                      |                        |   |                 |                 |  |  |            |            |  |  |       |       |
|  | Arsenal FC                | 6                      | Arsenal FC             | 3 |                 |                 |  |  |            |            |  |  |       |       |
|  | 23 de febrer - 17 de març |                        | Arsenal FC             | 3 |                 |                 |  |  |            |            |  |  |       |       |
|  |                           | FC Barcelona           | 6                      |   |                 |                 |  |  |            |            |  |  |       |       |
|  | VfB Stuttgart             | FC Barcelona           | 6                      | 1 |                 |                 |  |  |            |            |  |  |       |       |
|  | VfB Stuttgart             |                        |                        | 1 |                 |                 |  |  |            |            |  |  |       |       |
|  | FC Barcelona              | 5                      |                        |   |                 |                 |  |  |            |            |  |  |       |       |
|  | FC Barcelona              | 5                      |                        |   |                 |                 |  |  |            |            |  |  |       |       |

| Guanyador de la Lliga de Campions 2009-10 |
| ----------------------------------------- |
| Inter de Milà Tercer títol                |

## Màxim golejador
| Posició | Nom               | Equip           | Gols | Aparicions | Minuts jugats |
| ------- | ----------------- | --------------- | ---- | ---------- | ------------- |
| 1       | Lionel Messi      | FC Barcelona    | 8    | 9          | 841'41"       |
| 2       | Cristiano Ronaldo | Reial Madrid CF | 7    | 6          | 477'54"       |
| 3       | Nicklas Bendtner  | Arsenal FC      | 5    | 5          | 460'53"       |